# Верхній Таунус (район)
Верхній Таунус або Гохтаунус (нім. Hochtaunuskreis) — район в Німеччині, в складі округу Дармштадт землі Гессен. Адміністративний центр — місто Бад-Гомбург.

## Населення
Населення району становить 237 281 осіб (станом на 31 грудня 2020).

## Адміністративний поділ
Район поділяється на 5 громад (нім. Gemeinden) та 8 міст (нім. Städte):
| Міста (населення) | Громади (населення)                                                                                |
| --- | -------------------------------------------------------------------------------------------------- |
| 1. Бад-Гомбург (54 092) 2. Фрідріхсдорф (25 528) 3. Кенігштайн-ім-Таунус (16 608) 4. Кронберг-ім-Таунус (18 242) 5. Ной-Анспах (14 619) 6. Оберурсель (46 678) 7. Штайнбах (10 678) 8. Узінген (14 722) | 1. Гласгюттен (5364) 2. Грефенвісбах (5359) 3. Шміттен (9443) 4. Вергайм (9378) 5. Вайльрод (6570) |

Дані про населення наведені станом на 31 грудня 2020.